# Дителлурид магния
Дителлурид магния — бинарное неорганическое соединение
магния и теллура с формулой MgTe2,
кристаллы.

## Получение
- Сплавление стехиометрических количеств чистых веществ:

{\displaystyle {\mathsf {Mg+2Te\ {\xrightarrow {T}}\ MgTe_{2}}}}

## Физические свойства
Дителлурид магния образует кристаллы
кубической сингонии,
пространственная группа P a3,
параметры ячейки a = 0,7025 нм.
Является полупроводником.